# Nebunia spațiului
Nebunia spațiului (titlu original: Way...Way Out) este un film american SF de comedie din 1966 regizat de Gordon Douglas. Rolurile principale au fost interpretate de actorii Jerry Lewis și Connie Stevens, ca un cuplu proaspăt căsătorit trimis pe Lună. A fost distribuit de 20th Century Fox și produs de Malcolm Stuart. Filmul, lansat la 26 octombrie 1966, a fost atât un eșec critic, cât și comercial, recuperând mai puțin de jumătate din bugetul său de producție. Este, de asemenea, primul film al lui Lewis pentru Fox.

## Prezentare
În 1989, Statele Unite ale Americii continuă să fie angajate într-o Cursă Spațială cu Uniunea Sovietică.
Cei doi astronauți bărbați care se ocupă de stația meteorologică din SUA de pe Lună, Hoffman și Schmidlap, suferă de efectele șederii lor lungi în spațiu și trebuie să fie schimbați, deoarece Schmidlap îl leagă în mod regulat pe Hoffman și chiar i-a scos doi dinți din față. Schmidlap, înnebunit de lipsa contactului sexual cu o femeie, pierde tot timpul desenând imagini lascive cu femei goale.
Harold Quonset, șeful NAWA, este îngrijorat de faptul că situația cu Hoffman și Schmidlap amenință să devină jenantă pentru agenție. În plus, sovieticii au făcut un pas înainte în cursa spațială, plasând primul cuplu (necăsătorit) bărbat/femeie pe Lună. Quonset decide că Statele Unite ar trebui să plaseze primul cuplu căsătorit în spațiu.
Se apropie următoarea lansare în spațiu programată de NAWA, dar astronauții proaspăt căsătoriți programați pentru misiune, Ted și Peggy, s-au despărțit după ce Ted nu a știut ce să facă cu soția sa în luna de miere. Quonset alege rapid pe Peter Mattemore și Eileen Forbes, astronauți necăsătoriți care se află la NAWA de ani de zile fără să fi zburat într-o misiune. Forbes este de acord cu căsătoria cu condiția să fie căsătoriți doar de formă, iar ceremonia are loc pe fugă în timp ce se deplasează cu liftul către naveta de lansare în spațiu.
Când ajung pe Lună, sunt vizitați frecvent de cosmonauții sovietici, Anna Soblova și Igor Baklenikov, care locuiesc în stația lunară sovietică din apropiere. Urmează petreceri cu vodcă și conflicte între bărbații pentru frumoasele lor însoțitoare. Sovieticii sunt suspectați că au încercat să saboteze stația spațială americană, dar în curând sunt găsiți nevinovați.
Anna îl păcălește pe Igor să se căsătorească cu ea declarând că este însărcinată, după ce Eileen i-a dat această idee. Nunta este transmisă prin satelit către întreaga planetă, cu Peter și Eileen ca martori.
Mass-media își dă seama că sovieticii vor avea din nou întâietatea în spațiu: primul copil născut pe Lună. Șeful NAWA, Harold Quonset, le spune astronauților săi căsătoriți că americanii sunt nemulțumiți că sovieticii au mai obținut un punct crucial în Cursa Spațială, insinuând că acest lucru se datorează faptului că Peter este mai puțin viril decât Igor și Eileen mai puțin sexy decât Anna. Enervată de vorbele acestuia, Eileen declară că este la fel de însărcinată ca și Anna, încântându-l pe domnul Quonset. După ce a încheiat apelul video cu Quonset, Eileen îi spune uimitului Peter că este la fel de însărcinată ca și Anna, deoarece Anna nu este deloc însărcinată. Cei doi s-au îndrăgostit cu adevărat, iar Eileen sugerează că ar putea face ca afirmația ei privind sarcina să fie retroactiv adevărată. Tocmai inițiază acest proiect pe măsură ce filmul se termină.

## Distribuție
- Jerry Lewis - Peter Mattemore
- Connie Stevens - Eileen Forbes
- Robert Morley - Harold Quonset
- Dennis Weaver - Hoffman
- Howard Morris - Schmidlap
- Brian Keith - Gen. 'Howling Bull' Hallenby
- Dick Shawn - Igor Valkleinokov
- Anita Ekberg - Anna Soblova
- William O'Connell - Ponsonby
- Bobo Lewis - Esther Davenport
- Sig Ruman - Russian Delegate
- Milton Frome - American Delegate
- Alexander D'Arcy - Deuce Hawkins (ca Alex D'Arcy)
- Linda Harrison - Peggy
- James Brolin - Ted Robertson

## Producție
Nebunia spațiului a fost filmat în perioada 24 ianuarie-30 martie 1966. Cântecul principal este interpretat de Gary Lewis & the Playboys, condus de fiul lui Lewis, Gary. Filmul, lansat în 1966, include un reportaj TV futurist din 1989 în care politicienii din Sud se luptă încă cu mișcarea pentru drepturile civile, iar politicianul Richard Nixon intenționează să iasă din pensie pentru a reuni Partidul Republican.
Filmul a avut un buget de 2.955.000 $.

## Primire
Nebunia spațiului a fost un eșec de box-office, cu încasări de cca. 1,2 milioane $ (din închirieri în S.U.A./Canada). În Franța a fost urmărit de 361.933 de spectatori.
Potrivit documentelor companiei Fox, filmul a câștigat în total doar 3.855.000 de dolari, dar trebuia să câștige 5.100.000 de dolari pentru a fi considerat un succes.